# Gladys Torres

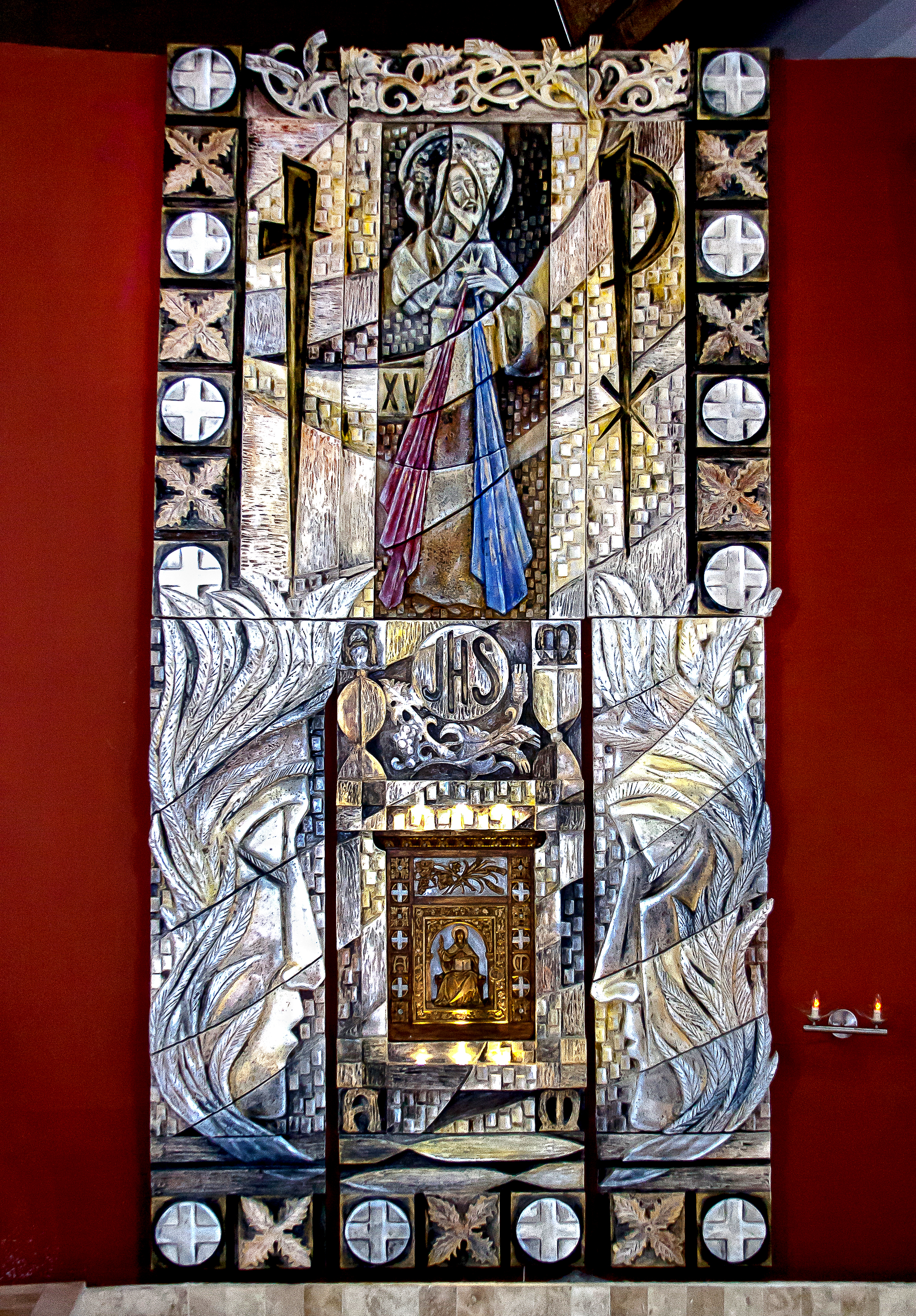
"Sangre, cuerpo, alma y divinidad".

Gladys Torres es una artista plástica venezolana especializada en arte sacro constructivista.

## Biografía
Originaria de Valera, Estado Trujillo, cursó estudios en la Universidad Católica Cecilio Acosta y en la Escuela de Artes Plásticas Julio Árraga, en Maracaibo.
Trabajó en el diario zuliano Panorama, en la dirección de arte de las revistas "Facetas" y "Pitoquito", creando para esta última los personajes infantiles de Tairuma y Toñito, para posteriormente dedicarse al ejercicio libre de su profesión. En 1996 retoma sus estudios en Universidad Católica Cecilio Acosta, donde obtiene el título Summa Cum Laude de Licenciada en Artes, mención Museología. En esta Universidad (UNICA) fue alumna de Hilda Benchetrit, también Profesora de la Facultad de Arquitectura y Diseño de LUZ, cuyo trabajo toma como modelo y le orientan hacia el constructivismo fragmentario. Luego de graduarse, desempeñó durante varios años la actividad educativa en UNICA.

## Obra
Ha participado en muestras colectivas e individuales, como las siguientes:

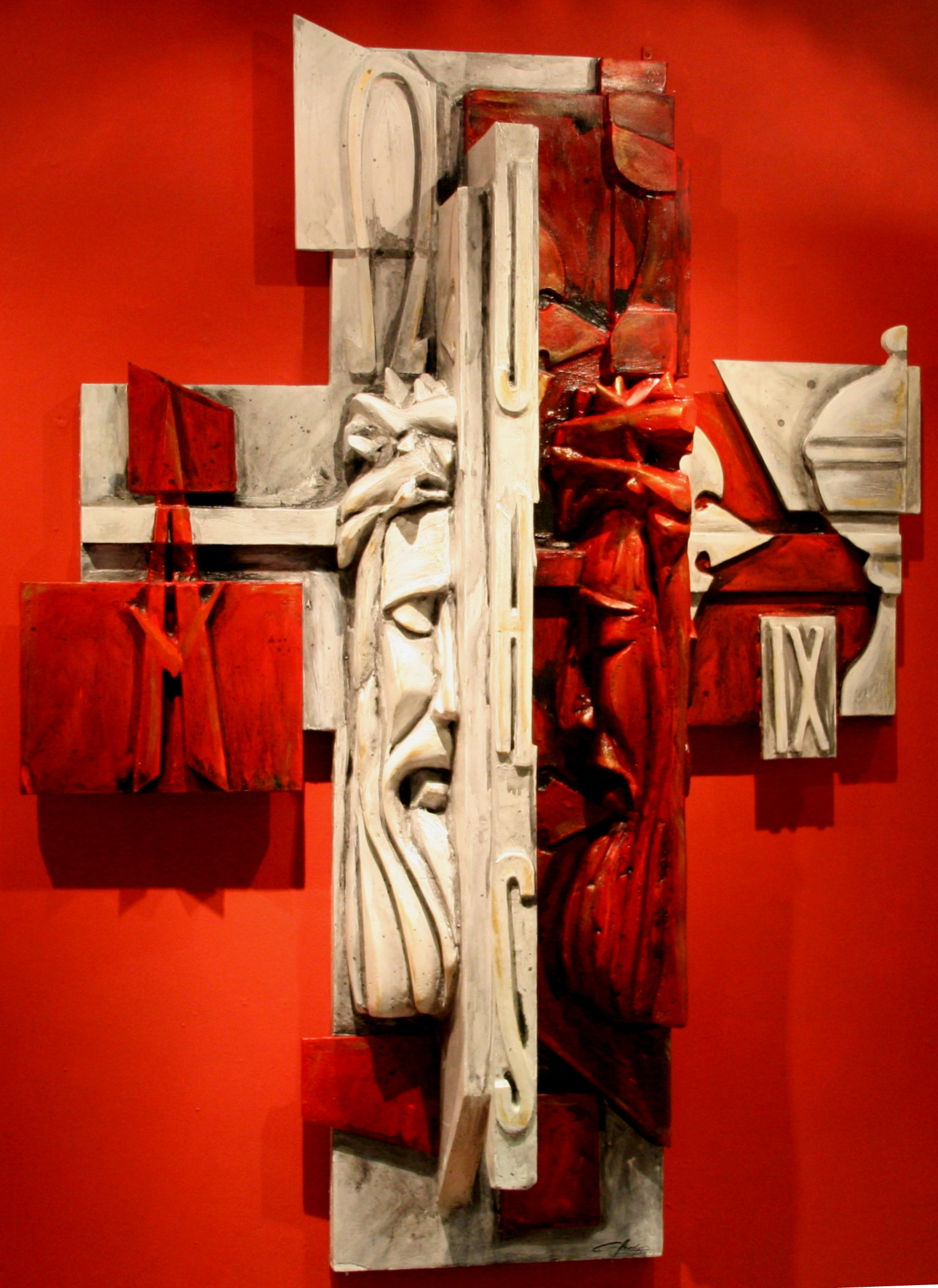
"Hipóstasis", escultura representativa de Jesucristo.

### Colectivas
- "Luz y Sombra". Exposición Fotográfica, EAP. Julio Arraga. 20-30 de julio de 1984. Maracaibo.
- "Homenaje al Artista Plástico", Galería "Cardenal Quintero" 10-30 de mayo de 1996. Maracaibo.
- "Reencuentro", Museo Estudio de Arte. 12 de febrero al 9 de marzo de 1998. Maracaibo.
- "Otra visión", Galería Cardenal Quintero. 22 de mayo al 22 de junio de 1998. Maracaibo.
- "De Encuentro", Secretaría de Cultura del Estado Zulia. 1999. Maracaibo.
- "Día Nacional del Artista Plástico", Dirección de Cultura AVAP. 10 de mayo de 2000. Barinas, Estado Barinas.
- "Sentimiento Estético", Centro de Arte “Lía Bermúdez”. 20 al 23 de julio de 2000. Maracaibo.
- "Muestra Didáctica del Arte", UNICA. 12 de noviembre de 2001. Maracaibo.
- "Muestra Plástica de Nóveles Artistas Zulianos de la UNICA", en el marco del XXX Aniversario del Instituto de Filosofía del Derecho “Dr J.M. Delgado Ocando". Ciudad Universitaria LUZ. 16 de noviembre de 2001. Maracaibo.
- "Prohibido Prohibir". UNICA. 8 de noviembre de 2002. Maracaibo.

### Muestras individuales
- "Hemakris". Templo Masónico 2003.
- "Krishna" Escuela de Artes Plásticas Julio Arraga, 2011.
- "Cara a Cara". Tranvía de Maracaibo. 2011.[2]
- "Yeshua", Museo de Arte Contemporáneo del Zulia, 2011.[3][4]
- "Evangelium", Centro de Bellas Artes de Maracaibo, 2012.[3][5][6][7]
- "Milagro", Tranvía de Maracaibo, 2.012.
- "Santuario", Museo Rafael Urdaneta, 2.012.[8][9]

Entre los años 2011 y 2012 ha creado más de 200 obras; las más relevantes se encuentran en la Iglesia Claret (Retablo del Altar y Viacrucis) e Iglesia Nuestra Señora de Fátima (Vitrales y Viacrucis), ambas en la ciudad de Maracaibo y una escultura de 2 m de alto para el Santuario de la Orden de los Peregrinos del Inmaculado Corazón de María, en Santa Cruz del Zulia.